# Stenopsyche pjasetzkyi
Stenopsyche pjasetzkyi är en nattsländeart som beskrevs av Martynov 1914. Stenopsyche pjasetzkyi ingår i släktet Stenopsyche och familjen Stenopsychidae. Inga underarter finns listade i Catalogue of Life.